# Portada/efemèride març 24
Pep Ventura
« 23 de març · 24 de març · 25 de març »